# Покварена машта и прљаве страсти
«Покварена машта и прљаве страсти» (латиницей Pokvarena mašta i prljave strasti, рус. Извращённое воображение и грязные страсти) — второй студийный альбом югославской рок-группы «Рибља чорба». Записан зимой 1980—1981 годов в белградской студии «Друга маца» и выпущен ПГП-РТБ 23 февраля 1981 года.

## Об альбоме
Значительный перерыв между первыми двумя альбомами связан со службой некоторых участников группы, в том числе Борисава Джорджевича, в югославской армии. Продюсером альбома вновь стал Энцо Лесич. В 1998 году альбом был назван двадцать третьим в списке 100 лучших альбомов югославской рок-музыки.

## Обложка
Первоначально дизайнер обложки Югослав Влахович предполагал использовать фотографию обнажённой модели, но в декабре 1980 года вышел альбом Doživjeti stotu группы Bijelo dugme, на обложке которого также была изображена обнажённая женщина. В результате на обложке появилась фотография писателя Милоша Йованчевича, читающего порнографический журнал.

## Список композиций
Сторона А
1. «Срећан пут пишо моја мала» (Б. Джорджевич, М. Баягич) – 2:23
2. «Немој срећо, немој данас» (М. Баягич, Б. Джорджевич) – 3:05
3. «Видиш да сам гадан, кад сам тебе гладан» (Р. Койич, Б. Джорджевич) – 2:39
4. «Врло, врло задовољан тип» (Б. Джорджевич) – 3:21
5. «Неке су жене пратиле војнике» (Б. Джорджевич) – 4:24

Сторона Б
1. «Остаћу слободан» (М. Алексич, Б. Джорджевич) – 2:34
2. «Хајде сестро слатка» (Б. Джорджевич) – 5:00
3. «Лак мушкарац» (Б. Джорджевич) – 2:15
4. «Два динара, друже» (М. Баягич, Б. Джорджевич) – 4:05
5. «Ево ти за такси» (М. Баягич, Б. Джорджевич) – 3:05
6. «Рекла је» (Э. Лесич, Б. Джорджевич) – 5:35

## Участники записи
- Бора Джорджевич — вокал
- Райко Койич — гитара
- Момчило Баягич — гитара
- Миша Алексич — бас-гитара
- Вицко Милатович — ударные